# フリッツ・クライスラー

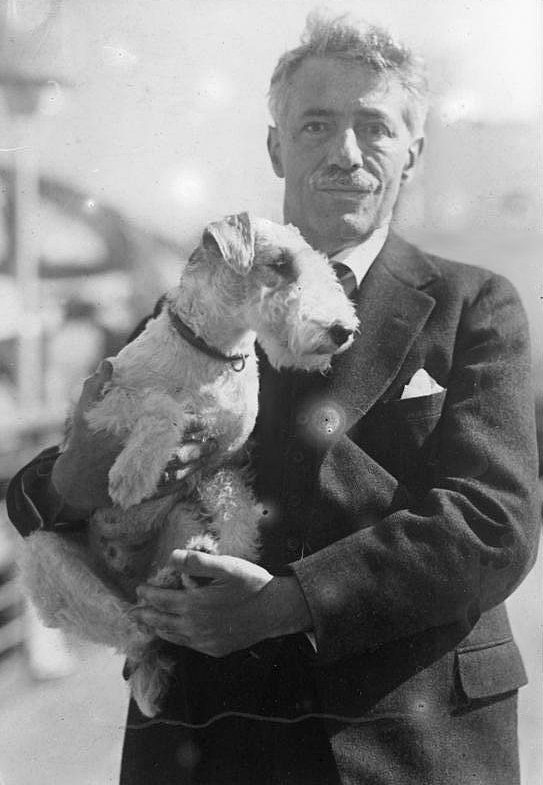
愛犬と

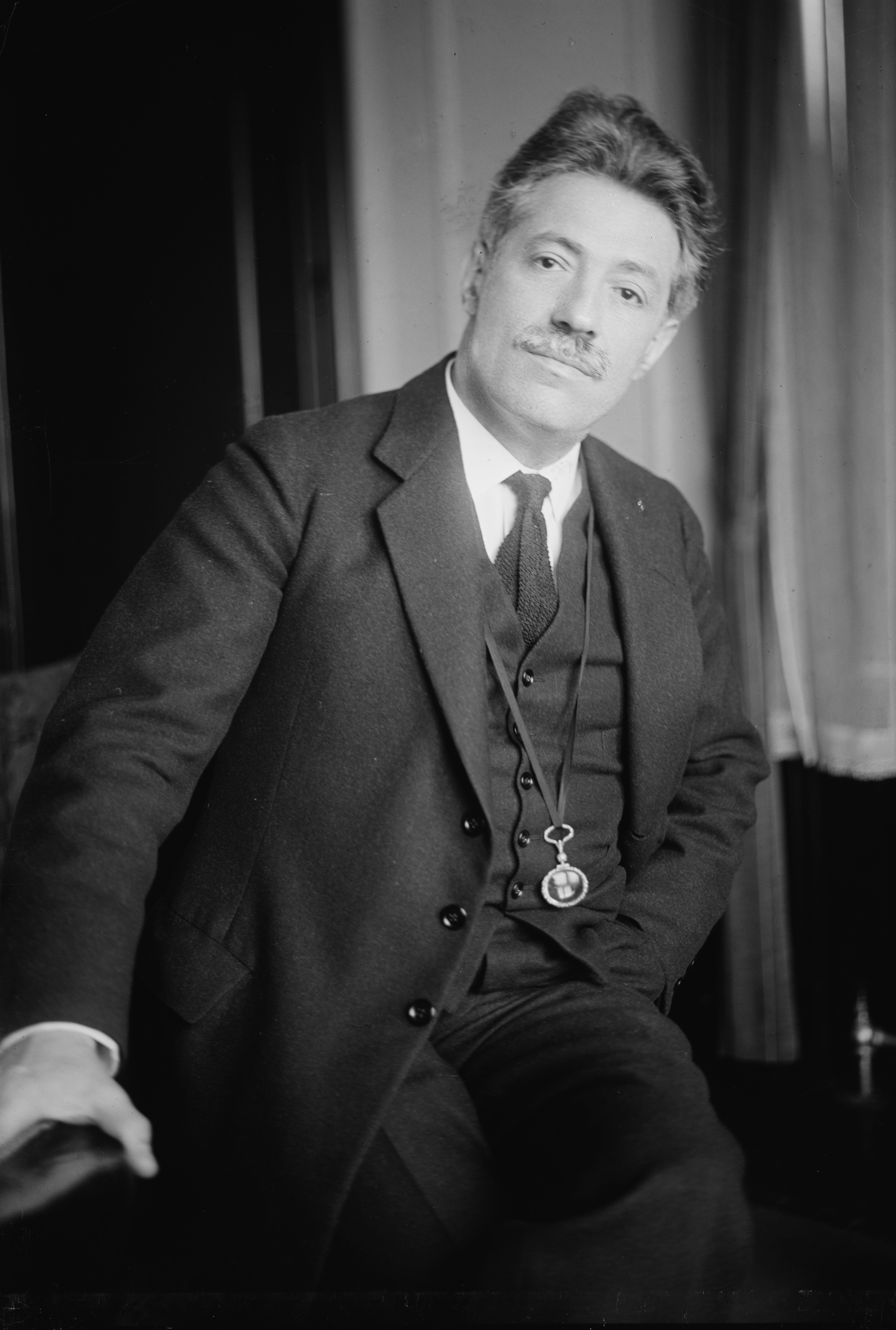

フリッツ・クライズラー（Fritz Kreisler, 1875年2月2日：ウィーン - 1962年1月29日：ニューヨーク）は、オーストリア出身の世界的ヴァイオリニスト、作曲家である。後にフランスを経てアメリカ国籍となった。ユダヤ系。本名はフリードリヒ・クライズラー（Friedrich Kreisler）。

## 生涯
ジークムント・フロイトと親しい医者(町の開業医)の子としてウィーンに生まれる。父親は大の音楽好きで、アマチュアの弦楽器奏者でもあった。その父の勧めで3歳の頃からヴァイオリンを習い始めたが、あまりにも飲み込みが早く、7歳で特例としてウィーン高等音楽院に入学してヨーゼフ・ヘルメスベルガー2世に演奏を、アントン・ブルックナーに作曲を学び、10歳にして首席で卒業した。在学中、楽院を訪問したヨーゼフ・ヨアヒムらの大家の演奏を聴き、さらに感性を研ぐこととなった。その後、パリ高等音楽院に入学、12歳にして首席で卒業した。
1888年、アメリカのボストンで初演奏会を開いて成功を収め、翌年オーストリアに凱旋帰国する。帰国後は「神童」としてもてはやされることを望まなかった父親の勧めで、一般教養を身につける意味もあり、高等学校に進学する。高等学校では医学を勉強するが肌に合わず、本格的に勉強するまでには至らなかった。
1895年にはオーストリア帝国陸軍に入隊、親衛隊に配属され、予備役ながら将校に任官する。一時はヴァイオリンを捨て、軍人になろうと決心したこともあったが、家庭の都合で除隊の後、音楽界に復帰する。復帰後、再びヨーロッパ各地で演奏活動を開始していった。クライスラーはウィーン・フィルハーモニー管弦楽団の入団試験を受けたこともあったが、「音楽的に粗野」「初見演奏が不得手」という理由で落とされている。この頃から、レパートリー拡大のために少しずつ作曲も始めることになった。
1899年、アルトゥール・ニキシュ指揮のベルリン・フィルハーモニー管弦楽団と共演する。この公演はウジェーヌ・イザイに激賞され、成功裏に終わり、クライスラーの演奏活動はこの頃から軌道に乗り始める。1902年にはロンドン・デビューを果たし、成功を収める。それに気をよくし、しばらくの間はイギリスを本拠地として活動する。この頃からレコーディング活動も始める。1901年初夏、アメリカからヨーロッパに戻る船の中の理髪店にて、アメリカ人のハリエット・リースと知り合い、船内で婚約、翌1902年冬にニューヨークで結婚式を挙げた。ハリエットはブルックリンの裕福な煙草商の娘だったが離婚経験者であり、音楽や楽器の知識や技能はあまり無かったが、クライスラーの性分やその音楽の才能を把握して理解し、外交的で抜け目無い有能なマネージャーとして彼を支える事となった。ハリエットはクライスラーに対して音楽に関係ないことをやらせず、決められた時間が来るまで部屋に閉じ込めて練習させるなど徹底してクライスラーの生活を厳しく管理し続け、対外的には演奏会のギャラの値上げ交渉を行うなどし、なおかつ自分は演奏会の際は楽屋で夫の帰りをひたすら待つなどでしゃばり過ぎない言動をし、結果的にそれはクライスラーが音楽家として大成する一助となった。
1914年に勃発した第一次世界大戦では陸軍中尉として召集を受け、東部戦線に出征するが、重傷を負って後送され、間もなく名誉の除隊となった。除隊後はニューヨークの自宅に戻り、療養しながら演奏活動を再開する。しかし、アメリカにとってオーストリアは敵国だったため、活動はあまり軌道に乗らなかった。
大戦終結後はヨーロッパ楽壇に復帰する。この頃から、マネージャーが同じだったことからセルゲイ・ラフマニノフと親交を深めてグリーグの「ヴァイオリンソナタ第3番」などの録音を残した。ラフマニノフはコレルリの主題による変奏曲をクライスラーに献呈すると共に「愛の喜び」と「愛の悲しみ」の2曲をピアノ独奏用に編曲している。一方、クライスラーはラフマニノフの歌曲にヴァイオリンのオブリガードを追加した編曲を残している。
1923年には来日を果たしている。1924年から1934年までベルリンに拠点を置いていたが、ナチスが政権を獲得すると状況は一変する。クライスラーは最初、大衆的人気に目を付けられ、同じユダヤ系の指揮者レオ・ブレッヒ（彼と録音したベートーヴェンのヴァイオリン協奏曲は、クライスラーの名盤の一つに数えられる）ともどもドイツへの残留を要請されるが、断固拒絶した。1938年、オーストリアがナチス・ドイツに併合されたのを機にフランス国籍を取得し、パリに移住した。
1939年、ヨーロッパに第二次世界大戦の足音がしのびよると、アメリカ永住を決意してニューヨークに移り、1943年にはアメリカ国籍を取得する。以後の生涯では一度もヨーロッパに戻ることはなかった。アメリカ国籍取得の2年前には交通事故で重傷を負い、一時は「再起不能」とも伝えられたが、奇跡的にカムバックする。放送への出演やリサイタルを断続的に行うも、負傷の後遺症（視力障害や突発的な記憶喪失などで、音楽的な感覚は奇跡的に障害から逃れた）が尾を引いたこともあり、1950年に引退した。1962年、ニューヨークで心臓疾患のため死去し、ブロンクスのウッドローン墓地に埋葬された。
金に困っている若い演奏家に、自分の持っている楽器を気前よく分け与えるなど、陽気で気さくな性格であったという。また、楽器や美術品の蒐集でも知られていた。引退後にそれらのほとんどを手放しているが、ブラームスのヴァイオリン協奏曲の自筆原稿とショーソンの「詩曲」の自筆原稿は手放さず、後にアメリカ国会図書館に寄贈された。

## 主な作品
- 3つの古いウィーンの舞曲 (1905年)
  - 第1曲 愛の喜び (Liebesfreud)
  - 第2曲 愛の悲しみ (Liebesleid)
  - 第3曲 美しきロスマリン (Schön Rosmarin)
- ウィーン奇想曲 作品2
- 中国の太鼓 作品3
- オールド・リフレイン（オリジナルは Johann Brandl の作曲）
- 弦楽四重奏曲 イ短調
- ロマンス 作品4
- ジプシーの女
- シンコペーション
- 道化役者のセレナード
- ウィーン小行進曲
- レチタティーヴォとスケルツォ・カプリース 作品6
- ロマンティックな子守歌 作品9
- おもちゃの兵隊の行進曲
- 祈る女
- ベートーヴェンの主題によるロンディーノ
- 羊飼いのマドリガル
- コレッリの主題による変奏曲
- オーカッサンとニコレット
- ウィーンの民謡（老ステファンシュトゥルムより）
- 2つのロシア民謡のパラフレーズ（ボルガの舟曳歌、エイコーラと民謡）
- ロンドンデリーの歌（アイルランド民謡の編曲）
- 以下、1935年に作曲者詐称事件（#クライスラーの偽作参照）で自作と公表した曲
  - ヴィヴァルディの様式によるヴァイオリン協奏曲 ハ長調
  - ディッタースドルフの様式によるスケルツォ
  - ボッケリーニの様式によるアレグレット
  - マルティーニの様式によるアンダンティーノ
  - マルティーニの様式による祈り
  - カルティエの様式によるシャセ
  - ポルポラの様式によるメヌエット
  - プニャーニの様式による前奏曲とアレグロ
  - プニャーニの様式によるテンポ・ディ・メヌエット
  - フランクールの様式によるシチリアーノとリゴードン
  - ルクレールの様式によるタンブラン
  - W.F. バッハの様式によるグラーヴェ
  - クープランの様式によるルイ13世の歌とパヴァーヌ
  - クープランの様式によるプロヴァンスの朝の歌
  - クープランの様式による貴婦人

この他、ベートーヴェンやブラームスのヴァイオリン協奏曲のカデンツァ、ドヴォルザークのスラヴ舞曲集のヴァイオリン用編曲など多数。ナチス政権下においては、ベートーヴェンのヴァイオリン協奏曲を演奏する際に、ユダヤ系のクライスラーのカデンツァを使うことは黙認されていた（例えば戦時中のフルトヴェングラー指揮ベルリン・フィル、エーリッヒ・レーン独奏のライヴ録音ではクライスラーのカデンツァが使われている）が、クライスラーの作であることは当然伏せられた。

## 発言
- 「私の究極の到達点をスタートラインにして、無限に記録を伸ばした天才」（ヤッシャ・ハイフェッツを評して）
- 「私も君も、これ（手にしているヴァイオリン）を叩き割ってしまった方がよさそうだ」（ハイフェッツの演奏を初めて聴いたときの発言。「君」とは、ハイフェッツと同じレオポルト・アウアー門下のエフレム・ジンバリストである）
- 「世界的なヴァイオリンの逸材は100年に一度生まれるが、ヨーゼフ・ハシッドは200年に一度の逸材である」（夭折の天才ヴァイオリニスト、ヨーゼフ・ハシッドに対する絶賛）

## クライスラーの偽作
クライスラーは演奏旅行先にある歴史ある図書館などで埋もれていた作品を発掘し、それを演奏会にかけることを楽しみにしていた。その埋もれた作品をそのまま演奏するのみならず、作品の旋律のごく一部を自作に取り入れ、その自作をしばしば「過去の（忘れられた）作曲家の作品を『再発見』した」と称して演奏・出版した。ある時、その演奏を聴いた評論家が「作品はすばらしいが、演奏は大したことがない」と斬って捨てた。それを聞いたクライスラーは激怒し（クライスラーは、評論家の批判に対しては滅多に怒らなかったようであるが、この時は逆鱗に触れる部分があったらしい）、抗議の手紙を評論家に送った。
1935年頃、その手紙を入手した『ニューヨーク・タイムズ』の音楽担当記者が、「編曲」と銘打っているのに原曲が世に出てこないことを疑問に思い、当時ウィーンに戻っていたクライスラーにそのことを尋ねて証拠品の提出を求めた。すると、クライスラーはあっさりと「○×作曲・クライスラー編曲」とある曲はほぼ自作であることを認めたばかりでなく、どの曲のどの部分をどう・どれだけ引用し、どの部分が自分の作曲であるか事細かく答えた。そして、事に及んだ理由として「自作ばかりじゃ聴衆が飽きるし、また自分の名前が冠せられた作品だと他のヴァイオリニストが演奏しにくいだろう? だから、他人の名前を借りたのさ」と答えた。
この爆弾発言は1935年2月8日の『ニューヨーク・タイムズ』で公表され、一大センセーションを巻き起こした。「クライスラーは、騙す気はなかったとしても30数年もの間音楽業界と聴衆を小馬鹿にしていた」と当時はそのことを問題視する向きもあったようであるが、クライスラーによってフランス・バロック音楽やヴィヴァルディの再発見のきっかけが作られた事実もまた否めない。「他のヴァイオリニストが演奏しにくい」点に関しては、完全にクライスラーの杞憂に終わり、その後は世界のヴァイオリニストの定番レパートリーとなっている。なお、クライスラーの「編曲」のうち、問題になったのはあくまでバロック期などの作品（を騙った作品）であり、古典派・ロマン派以降のものは純粋な編曲である。
他にはオーマンディが、「ラフマニノフの《交響的舞曲》のオーケストラ・ヴァージョンで、弦楽器の運弓（ボウイング）指定をクライスラーが行ったことをラフマニノフ自身に自慢された」との証言を残している。

## 来日
クライスラーはただ一度、1923年5月に来日している。日本では以前よりビクターレコードの赤盤によって人気が沸騰しており、クライスラーより少し前に来日していたウィリー・ブルメスター（格式ではクライスラーより劣ることはなかった）の公演が、知名度の低さもあいまって霞んでしまうほどであった。帝国劇場で行われたリサイタルではベートーヴェン、ブラームス、J.S.バッハ、ブルッフなどの大曲から「編曲」ものまで多種多様なプログラムを組み、耳が肥え始めた日本の聴衆を唸らせた。
永井荷風は、その日記「断腸亭日乗」に、５月５日の帝国劇場での演奏会を聴いた旨、記述している。
クライスラーはこの来日の際に、関東大震災の前触れとも言うべき地震に遭遇している。5月6日のこととされているが、公演後も引き続き観光で滞在中だったブルメスターも遭遇しており、「私の幸運の星を信じる」と回顧している（この「幸運」が、果たして災厄から逃れたことに対するものか、稀有の経験に遭遇したことを指すのかは、はっきりしたことが分からない）。なお、帰国の際にはそのブルメスターと一緒にアメリカ行きの船に乗っている。
この頃、すでに出演料などの面ではハイフェッツ（同年9月に来日予定も、関東大震災で11月に繰り下げて来日）に抜かれていたクライスラーではあったが、当時の日本ではハイフェッツよりもクライスラーの方がリサイタルの入場料は高く、クライスラーより前に来日したミッシャ・エルマンやエフレム・ジンバリストと同格であった。
1923年に来日したヴァイオリニストの特等席の料金（金額は当時）
※当時の大卒の初任給は50円前後
- クライスラー：15円
- ブルメスター：7円
- ハイフェッツ：10円

もっとも、ハイフェッツのリサイタルは大震災直後のこともあり、「特等、一等…」とする通常の区分けではなかったので、通常の特等席料金とは別個に考える必要はある。

## 著作
- "Four weeks in the Trenches", Houghton Mifflin Harcourt  1915 (Digital Archive) （邦訳：『塹壕の四週間』（1937年、竹村書房、翻訳：新田潤））